# La notte è il mio regno
La notte è il mio regno (La nuit est mon royaume) è un film del 1951 diretto da Georges Lacombe.

## Trama
Raymond è un ferroviere che a causa di un incidente perde la vista. La famiglia lo cura e accudisce come fosse un bambino ma grazie ad una suora comincia a frequentare un istituto dove impara a leggere in braille e ritrova fiducia in se stesso.
Purtroppo si innamora di una delle insegnanti dell'istituto, anche lei cieca, che però è fidanzata del direttore dell'istituto.

## Premi
- Coppa Volpi per la migliore interpretazione maschile a Jean Gabin (Mostra di Venezia 1951)